# Anagrus kashtanka
Anagrus kashtanka is een vliesvleugelig insect uit de familie Mymaridae. De wetenschappelijke naam is voor het eerst geldig gepubliceerd in 2009 door Triapitsyn.